# 셀린 살레트
셀린 살레트(Céline Sallette, 1980년 4월 25일 ~ )는 프랑스의 배우이다.

## 출연 작품
- 붉은 땅 (2020)
- 마가리 (2019)
- 싸커 퀸즈 (2019)
- 원 네이션 (2018)
- 골든 이어스 (2017)
- 코퍼렛 (2016)
- 시스파이어 (2016)
- 세인트 아무르 (2016)
- 미치도록 사랑받으소서 (2015)
- 킹스 오브 더 월드 (2015)
- 와일드 라이프 (2014)
- 제로니모 (2014)
- 프렌치 커넥션: 마약수사 (2014)
- 라 팜므 드 리오 (2013)
- 원 오브 어 카인드 (2013)
- 어 캐슬 인 이탈리아 (2013)
- 더 리턴드 시즌1 (2012)
- 캐피탈 (2012)
- 러스트 앤 본 (2012)
- 뜨거운 여름 (2011)
- 나이트 클러크 (2011)
- 라폴로니드: 관용의 집 (2011)
- 르 그랑 알리바이 (2008)
- 멜로디의 미소 (2007)
- 살인자 (2006)
- 마리 앙투아네트 (2006)
- 평범한 연인들 (2005)